# متلازمة أجيناس
متلازمة أجيناس (بالإنجليزية: Aagenaes syndrome)‏ هي متلازمة تتسم بنقص التنسج الخلقي للأوعية اللمفاوية مما يسبب الإصابة بوذمة لمفية في الساقين وركود صفراوي متكرر خلال مرحلة الطفولة، والإصابة بتشمع الكبد والتهاب الكبد ذي الخلايا العملاقة مع تليف السبيل البابي مع تقدم الإصابة.
ويبقى السبب الجيني وراء الإصابة بمتلازمة أجيناس غير معروف حتى الآن، لكن يُعتقد بأنه مرض وراثي ناتج عن صبغة جسدية متنحية ويقع الجين على الكروموسوم 15q1,2. ومن السمات الشائعة لهذه الحالة الإصابة بشذوذ لِمفي معمم، الذي ربما يدل على أن الخلل ناتج عن مشكلة في السبيل اللمفي في الأصل. تنتشر هذه الحالة خاصةً في جنوب النرويج حيث سُجلت أكثر من نصف الحالات المصابة بهذا المرض في هذه المنطقة، ولكن اكتُشف أيضًا في مناطق أخرى في أوروبا والولايات المتحدة. سُميت متلازمة أجيناس بهذا الاسم نسبةً إلى طبيب الأطفال النرويجي أويستاين أجيناس.
عادةً ما تتحسن الحالة الأولى للركود الصفراوي بشكل تلقائي خلال مرحلة ما قبل المدرسة وبدايات سن المدرسة وتعود على فترات مختلفة من شهرين إلى ستة أشهر. تختلف شدة المرض لدى هؤلاء المرضى، حتى أن الحالة تصل إلى فشل كبدي كامل لدى البعض. في هذه الحالات، يكون زرع الكبد خيارًا لا مفر منه. يصاحب الركود الصفراوي غير المعالج اليرقان والحكة وسوء امتصاص الدهون والفيتامينات المنحلة في الدهون. هذا يمكن أن يؤدي إلى تشوهات في الهيكل العظمي وزيادة القابلية للنزف. في مرحلة الطفولة المبكرة والمراهقة، غالبًا ما تظهر الوذمة اللمفية في الأطراف السفلية لكنها لا تستثني الصدر والأطراف العلوية إذ من الوارد إصابتها. يمكن أن تسبب الوذمة اللمفية غير المعالجة تلف الأنسجة المزمن.

## التحليل الكيميائي الحيوي
كشف التحليل الكيميائي الحيوي عن زيادة ملحوظة في تركيز البيليروبين لدى المرضى المصابين في الأشهر الأولى من الحياة، مع انخفاض لاحق في هذه القيم. حول سن 3 إلى 4 سنوات تتحسن القيم لتصل إلى الحدود الطبيعية.
في المرضى الذين تتراوح أعمارهم بين 10 و 20 عامًا، وصلت تراكيز البيليروبين والأحماض الصفراوية وناقلات الأمين (ناقلة أمين الألانين، ناقلة أمين الأسبارتات) في الدم إلى القيم الطبيعية أو شبه المثالية. 
المرضى الذين لا يعانون من تشمع الكبد مقارنةً بالمجموعة الضابطة لديهم مستويات مرتفعة من ALP (الفوسفاتاز القلوي) و GGT (ناقلة الببتيد غاما غلوتاميل). لم يكن هناك فرق ملحوظ في تراكيز الأحماض الصفراوية في المصل بين المرضى والمجموعة الضابطة. ومع ذلك، كانت قيم البروتين الكلي و البروتين المتفاعل سي والألبيومين والكرياتينين أقل لدى مرضى الاختبار. علاوةً على ذلك، كانت قيمة الفيبرينوجين أعلى لدى المرضى الذين يعانون من متلازمة أجيناس.
لم يكن هناك سوى زيادة طفيفة في هيموغلوبين الكرية الوسطي (إم سي إتش) من حيث تعداد كرات الدم الحمراء والكريات البيض والصفائح الدموية. انخفضت تركيزات الألبيومين في الدم مع تقدم العمر، ولكن ليس في المجموعة الضابطة.

## العلاج
على الرغم من عدم العثور على علاج لهذا المرض، فقد لوحظت تحسنات ملحوظة في مسار المرض بعد إعطاء المكملات الغذائية والفيتامينية، وخاصة عند الأطفال. يُذكر أنه إذا لم يحصل هجوع للمرض بحلول سن ال12-18 شهر فإن هذا يستوجب إجراء زرع كبد في سن لاحقة. 
لم يستمر الركود الصفراوي لدى حديثي الولادة أكثر من سنة واحدة عند معظم المرضى، وحتى سن 6-7 سنوات في بعض الحالات المُسجلة.
في العقود الأخيرة، استمرت نوبات الركود الصفراوي لفترة أقصر مما كانت عليه قبل عام 1970. وحدث أيضًا انخفاض في الإصابة بالكساح وتأخر النمو واعتلال الأعصاب مع مرور الوقت. قد تكون الأسباب لذلك تحسين العادات الغذائية وإضافة مكملات الفيتامينات والكوليسترامين. ومع ذلك، لا يزال من غير الممكن الوقاية من الإصابة بأمراض الكبد الخطيرة.

## تاريخيًا
وُصفت الحالات الأولى المبلغ عنها لمتلازمة أجيناس في دراسة أجريت عام 1968 في جنوب غرب النرويج. أربعة من كل خمسة أطفال ولدوا قبل عام 1939 ماتوا بسبب النزيف في الأسابيع الأولى من الحياة. في هذا العام طُرح فيتامين ك، بعد ولادة أربعة أطفال آخرين بعد عام 1939. عندما تلقى هؤلاء الأطفال جرعة واحدة من هذا الفيتامين، مات ثلاثة منهم في سن 5-9 أشهر. كان السبب المؤكّد لوفاة طفل أو طفلين في هذه المجموعة هو النزيف. كان الأطفال السبعة الباقون، المولودون في عام 1935 و1942-1966، والذين كانوا جزءًا من دراسة نُشرت في عام 1968، على قيد الحياة في ذلك الوقت. 